# Convention sur la pêche et la conservation des ressources biologiques de la haute mer
La Convention sur la pêche et la conservation des ressources biologiques de la haute mer est un accord qui a été conçu pour résoudre, au moyen de la coopération internationale, les problèmes liés à la conservation des ressources biologiques de la haute mer, considérant qu'en raison du développement de la technologie moderne, certaines de ces ressources risquent d'être surexploitées. La Convention a été ouverte à la signature le 29 avril 1958 et est entrée en vigueur le 20 mars 1966. 

## Parties
Parties – (39) : Australie, Belgique, Bosnie-Herzégovine, Burkina Faso, Cambodge, Colombie, République du Congo, Danemark, République dominicaine, Fidji, Finlande, France, Haïti, Jamaïque, Kenya, Lesotho, Madagascar, Malawi, Malaisie, Maurice Malaisie, Mexique, Monténégro, Pays-Bas, Nigéria, Portugal, Sénégal, Serbie, Sierra Leone, Îles Salomon, Afrique du Sud, Espagne, Suisse, Thaïlande, Tonga, Trinité-et-Tobago, Ouganda, Royaume-Uni, États-Unis, Venezuela.
Pays qui ont signé, mais pas encore ratifié – (21):  Afghanistan, Argentine, Bolivie, Canada, Costa Rica, Cuba, Ghana, Islande, Indonésie, Iran, Irlande, Israël, Liban, Libéria, Népal, Nouvelle-Zélande, Pakistan, Panama, Sri Lanka, Tunisie, Uruguay.